# گئورگه ویسو
گئورگه ویسو (رومانیایی: Gheorghe Visu؛ ‏ تلفظ رومانیایی: [ˈɡe̯orɡe ˈvisu]؛ ‏ زادهٔ ۲ ژوئیهٔ ۱۹۵۱) بازیگر اهل رومانی است.
از فیلم‌ها یا مجموعه‌های تلویزیونی که وی در آن نقش داشته‌است، می‌توان به ایستگاه بعدی بهشت، نوسترآداموس، میهائیل، سگ سیرک، میهائیل، سگ سیرک، رؤیای لیویو، آزمون، بلوط، پیامبر، طلا و اهالی ترانسیلوانی و بادبان‌های برافراشته اشاره کرد.